# Dlouhososka velká
Dlouhososka velká (Bombylius major) je dvoukřídlý hmyz z čeledi dlouhososkovitých.

## Popis
Dosahuje délky 8-12 mm, sosák 6-7 mm. Jde o výborného letce, který dokáže, podobně jako kolibřík, sát nektar z květů za letu. Zvýšenou aktivitu projevují samičky zjara. Do prvních květů kladou vajíčka. Vylíhlé larvy se přichytí na drobné včely, které navštíví květ a vniknou takto do jejich hnízda. Zde se larva živí pylem a včelími larvami. Parazituje takto především na pískorypkách. Na rozdíl od včel mají dlouhososky jen jeden pár křídel. Velikost 8-16 mm. Vyskytuje se brzy na jaře (od března do května) na loukách v blízkosti vod, nejčastěji na květech hluchavek. Velmi dobře létá. Často se vznáší ve vzduchu na jednom místě.